# Рафальчук, Виктор Казимирович
Виктор Казимирович Рафальчук (укр. Віктор Казимирович Рафальчук; 30 мая 1962, Сосновка, Львовская область) — советский и украинский футболист, полузащитник.

## Биография
Профессиональную карьеру начал в 1981 году в львовских «Карпатах», сыграв в дебютный сезон 29 матчей и забив 1 гол в первой лиге СССР. После объединения клубов «Карпаты» и СКА, продолжил выступать за команду «СКА-Карпаты», с которой провёл в первой лиге шесть с половиной сезонов. По ходу сезона 1988 перешёл в клуб высшей лиги «Днепр», с которым стал чемпионом СССР. В высшей лиге Рафальчук сыграл два матча, оба раза появившись на замену в концовке встречи: 31 октября против ленинградского «Зенита» и 5 ноября против московского «Локомотива». После возрождения «Карпат» вернулся в команду и за три года провёл 114 матчей и забил 16 голов во второй лиге. Вместе с командой был победителем второй лиги в зоне «Запад» в 1991 году.
В 1992 году сыграл 6 матчей и забил 1 гол за клуб первой лиги Польши «Корона». Вернувшись в «Карпаты» в 1993 году, сыграл 8 матчей и забил 2 гола в высшей лиге независимой Украины (5 матчей в сезоне 1992/93 и 3 матча в сезоне 1993/94). В дальнейшем выступал за клуб третьей лиги Украины «Авангард» Жидачов, венгерский «Кишкёрёш-Штадлер», а также мини-футбольный клуб первой лиги «Украина» (г. Львов). В 1995 году был игроком клубов второй лиги «Галичина» Дрогобыч и «Скифы», а в 1996 выступал в клубе первой лиги «Подолье» Хмельницкий, после чего завершил игровую карьеру.
Выпускник львовского государственного университета физической культуры. Работал в «Львовводоканалтресте». После завершения карьеры выступал за команду ветеранов «Карпат».

## Достижения
«Днепр»
- Чемпион СССР: 1988[источник не указан 845 дней]

«Карпаты» Львов
- Победитель второй лиги СССР (зона Запад): 1991